# Gošići
Gošići (cyr. Гошићи) – wieś w Czarnogórze, w gminie Tivat. W 2011 roku liczyła 212 mieszkańców.